# 神戸フェリーバス

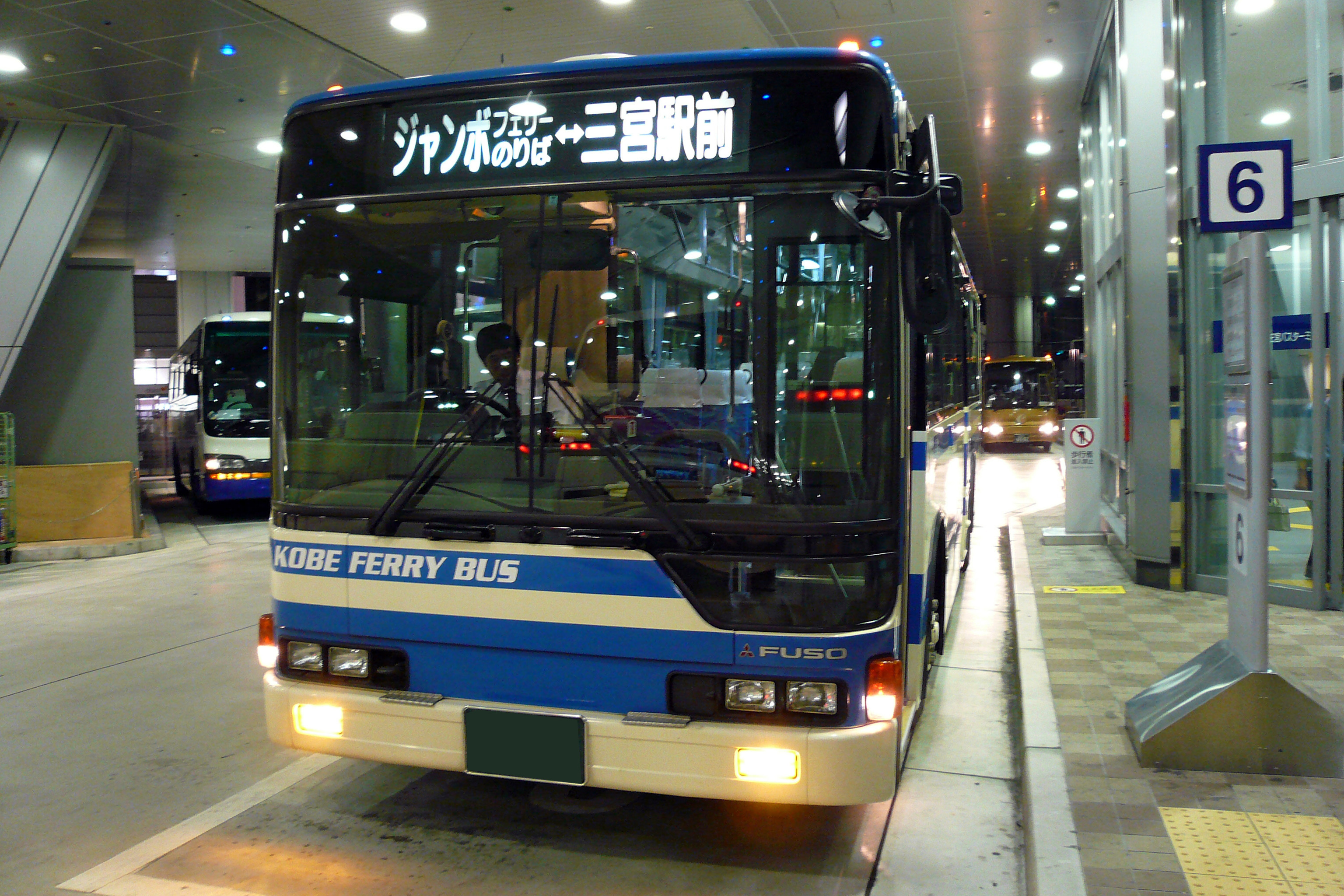
三宮バスターミナルに停車中のジャンボフェリー高松行きのりば行きのバス

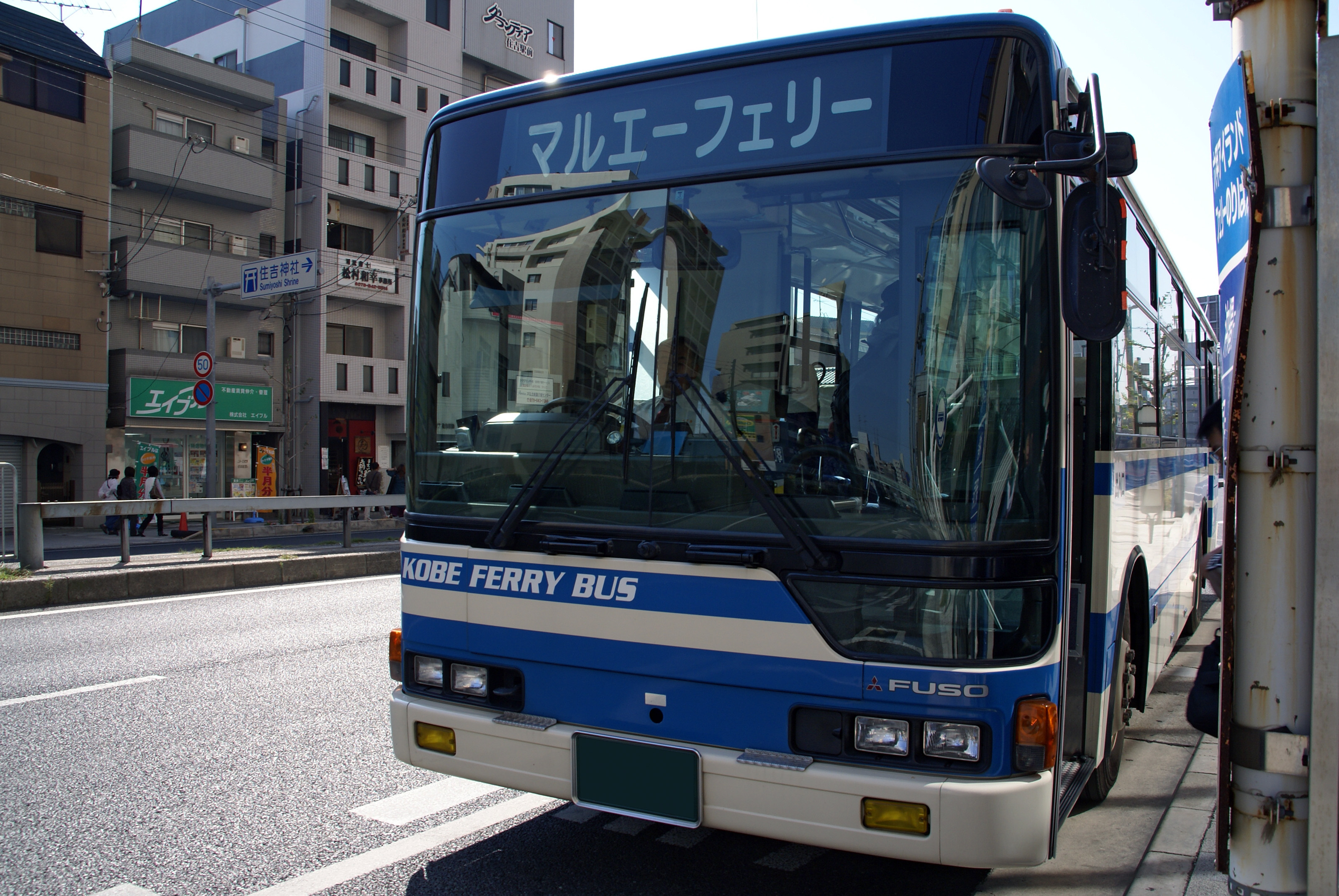
JR住吉駅バス停に停車中の六甲船客ターミナル（マルエーフェリーのりば）行きのバス

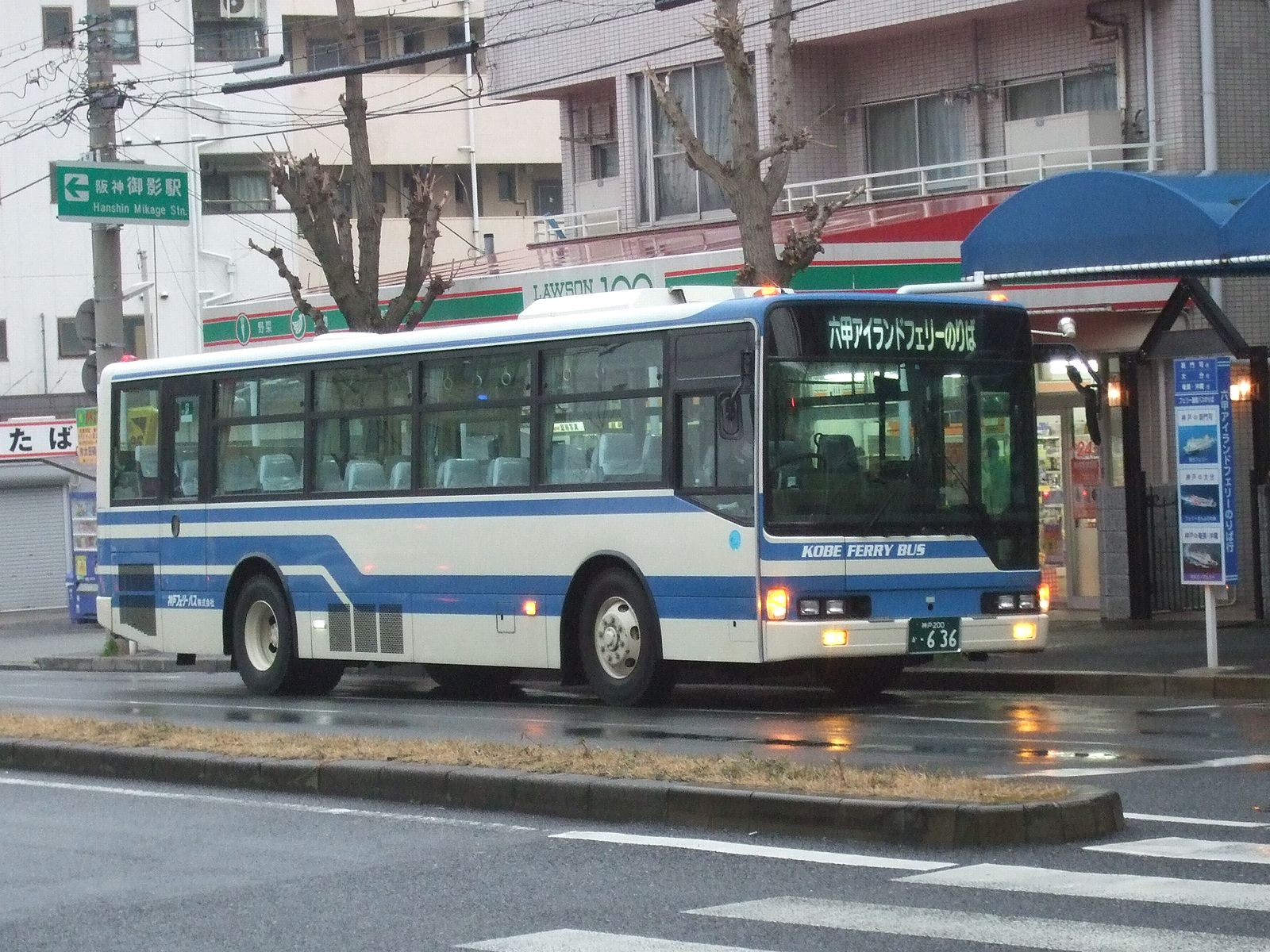
阪神御影駅前に停車中の六甲アイランドフェリーターミナル（フェリーさんふらわあ・阪九フェリーのりば）行きのバス

神戸フェリーバス株式会社（こうべフェリーバス）は、兵庫県神戸市中央区神戸空港10番に本社を置くバス事業者である。

## 概要
神戸市内の鉄道駅と神戸三宮フェリーターミナル及び六甲アイランドフェリーターミナルの各フェリーのりばを結ぶ連絡バスを運行している。フェリーの出入港時刻に合わせて運行され、フェリーの運航時刻が変更される場合にはそれに合わせてバスの運行時刻も変更される。路線バスであり、一部の区間を除き、乗車するには運賃が必要となる。
貸切バス事業も行っている。
2005年7月17日に高松エクスプレスと共同運行で神戸市と高松市を結ぶ高速バス「高松フットバス号・神戸フットバス号」の運行を開始したが、2010年3月10日に撤退した後は高速バスを運行していない。

## 路線

### フェリーさんふらわあ・阪九フェリー連絡バス
- （出港便連絡）阪神御影駅 → 阪急御影駅 → JR住吉駅 → アイランド北口駅 → 六甲アイランドフェリーターミナル
- （入港便連絡）六甲アイランドフェリーターミナル → アイランド北口駅 → 阪神御影駅 → JR住吉駅 → 阪急御影駅

六甲アイランドフェリーターミナルに発着するフェリーさんふらわあおよび阪九フェリーに接続して運行される。六甲アイランドフェリーターミナルではそれぞれのフェリーのりば前に発着する。一部の便はフェリーさんふらわあと阪九フェリーの双方に接続しており、双方ののりば前に停車する。
アイランド北口駅 - 六甲アイランドフェリーターミナル間のみ乗車する場合は無料。
2014年11月17日より阪急御影駅への乗り入れを開始した。
2025年7月1日よりICOCAが利用可能となる。

### 宮崎カーフェリー・ジャンボフェリー連絡バス
- 三宮バスターミナル（ミント神戸1階6番乗り場）- 宮崎・高松行きフェリー乗り場（神戸港新港第三突堤 神戸三宮フェリーターミナル）

新港第三突堤に発着する宮崎カーフェリー（2014年10月1日運航開始）とジャンボフェリーに接続して運行される。運賃は大人210円（小人半額）。降車場所はミント神戸（9番のりば）。なお、ジャンボフェリーの深夜便に接続する0:30発の便のみ（ミント神戸がこの時間閉鎖されているため）、降車停留所から発車する。
途中、日本一短い国道である国道174号を通る。
2025年7月1日よりICOCAが利用可能となる。

### 阪九フェリー - ユニバーサル・スタジオ・ジャパン連絡バス
- 六甲アイランドフェリーターミナル（阪九フェリーターミナル） - ユニバーサル・スタジオ・ジャパン

阪九フェリーに接続して運行されるユニバーサル・スタジオ・ジャパン発着の路線。運賃は大人900円（小人半額）。2015年8月19日運行開始。
当路線ではICOCAが利用できない。

### 廃止路線

#### フェリー連絡バス
- 阪神芦屋駅・JR芦屋駅 - 東神戸港（東神戸フェリーセンター）
  - 青木の東神戸フェリーセンターが1999年3月16日に新港埠頭に移転することにより、送迎バスは三宮発着に変更するため、1999年3月16日に廃止された。
- 三宮バスターミナル - 六甲アイランドフェリーターミナル（直行便）
- 阪神御影駅 - JR住吉駅 - アイランド北口駅 - 六甲船客ターミナル（マルエーフェリー連絡バス、阪神 - 沖縄航路運休に伴い2017年10月7日運行終了）

#### 高松国分寺 - 神戸三宮「高松フットバス号・神戸フットバス号」（現・フットバス神戸うどん線）

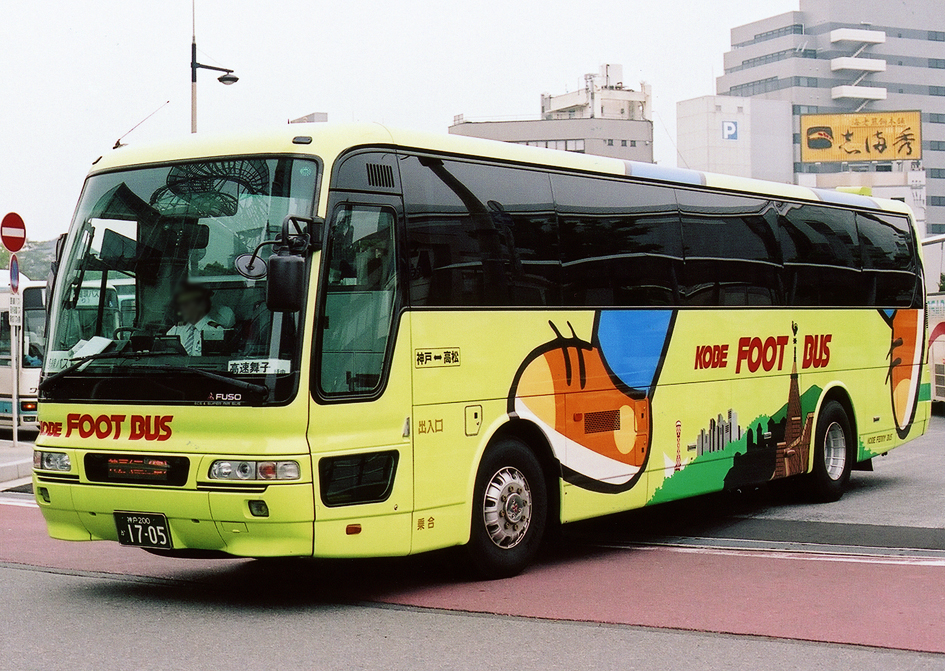
高速バス「高松フットバス号・神戸フットバス号」

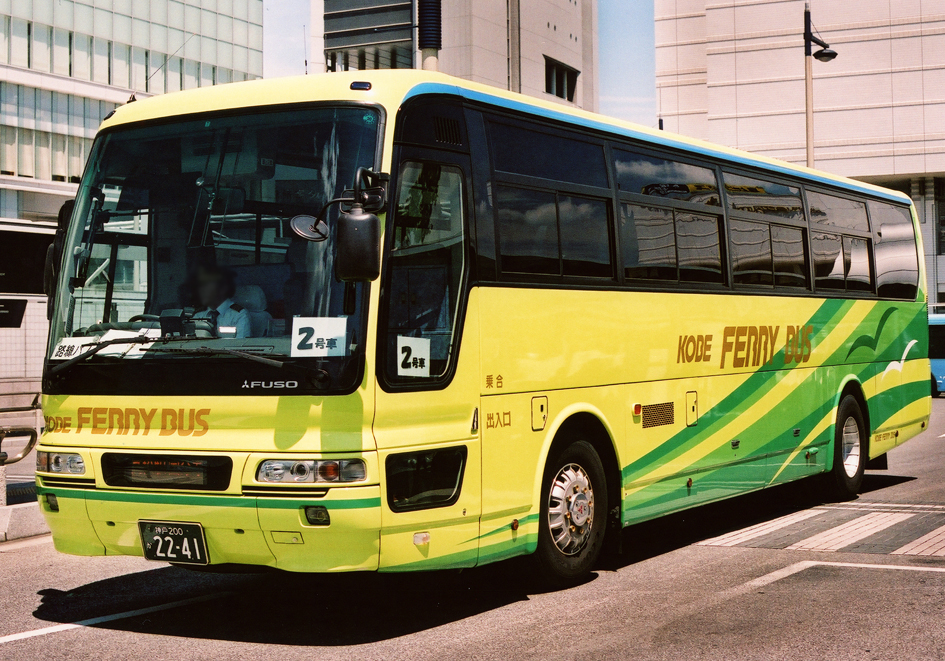
トイレ無し車両の高速バス「高松フットバス号・神戸フットバス号」

経路
国分寺バスターミナル - 国分寺ダイアパレス前 - ジャンボフェリーのりば（高松東港・高松エクスプレス運行の2便を除く下りのみ停車） - 高松駅 - 県庁通り - 栗林公園前 - ゆめタウン高松 - 高松中央インター南 - 三木BS - 志度BS - 津田BS - 大内BS - 引田BS - 鳴門西BS - 高速舞子（下り5・6便は通過） - 箕谷インター口 - 神戸三宮

##### 沿革
- 2005年7月17日 - 高松駅 - 神戸三宮間（愛称：高松フットバス号/神戸フットバス号）を高松エクスプレスと共同で6往復運行開始（神戸フェリーバス運行便は3往復で、上り4便・6便は高松駅始発、下り1便・3便は高松駅経由ジャンボフェリーのりば終着）。
- 2009年3月20日 - 指定日のみ3往復増便運行開始。
- 2009年8月1日 - 指定日のみの増便を取りやめ7往復に。
- 2010年3月10日 - 神戸フェリーバスが撤退し、高松エクスプレス単独運行となる。[2]

### 神戸女子大学専用バス（特定輸送）
- 神戸女子大学須磨キャンパス → JR須磨駅 → 行幸寮

神戸女子大学の学生専用の特定輸送で、須磨キャンパスとJR須磨駅、行幸寮（学生寮）を結ぶ。通常授業日の夕方、大学発のみ運行。2021年4月1日-運行はしていない。

## 車両
大型ハイデッカー貸切車（三菱ふそうエアロエース・エアロバス）3台、大型一般路線車（三菱ふそうエアロスター）2台、（いすゞエルガ）、計11台を保有する。
大型一般路線車はフェリー連絡バス輸送に使用される車両で、全車ハイバックシートを装備し、うち2台がスロープ付ワンステップ前中扉車である。
神戸フットバス運行開始時には三菱エアロバスハイデッカーが導入された。共同運行先の高松エクスプレスの基本デザインは踏襲しつつ、神戸便専用車となるため側面に赤文字で「KOBE FOOT BUS」の文字が入るほか、神戸の町並みをデザインするなど、高松エクスプレス車とは多少デザインが異なった。また、リアタイヤ横の社名表記は英語で「KOBE FERRY BUS」となっていた。この専用車は高速バス撤退により高松エクスプレスに移籍している。これとは別にのちに導入された給湯ポットとトイレがない車両は神戸フットバス専用車と同一の地色だがデザインは高松エクスプレスと全く異なり、車体側面に「KOBE FERRY BUS」のロゴが入る。このトイレなし車両は高速バス撤退後は貸切用に転用され、フェリー連絡バスの予備車としても使用されている。